# Lorenz Hart
Pour les articles homonymes, voir Hart.
Lorenz Hart est un parolier et librettiste américain, né le 2 mai 1895 à New York, où il est mort le 22 novembre 1943 .

## Biographie
Lorenz « Larry » Hart, est l'auteur de plusieurs chansons et librettiste de comédies musicales à succès mises en musique principalement par Richard Rodgers.
Ses textes les plus mémorables incluent Blue Moon, Isn't It Romantic?, The Lady Is a Tramp et My Funny Valentine (de la comédie musicale Babes in Arms), Manhattan (de la revue The Garrick Gaieties (en), Bewitched, Bothered and Bewildered (de la comédie musicale Pal Joey) ou encore Falling in Love with Love   (de la comédie musicale The Boys from Syracuse).
Une biographie filmée lui a été consacrée en 1949 : Ma vie est une chanson, réalisé par Norman Taurog avec Mickey Rooney dans le rôle de Hart.

## Comédies musicales (années de création)
- 1919 : A Lonely Romeo, musique de Malvin M. Franklin et Robert Hood Bowers, 215 représentations données au Shubert Theatre de Broadway,
- 1920 : Poor Little Ritz Girl, musique de Richard Rodgers et Sigmund Romberg, 93 représentations données au Central Theatre de Broadway,
- 1925 : Garrick Gaieties, musique de Richard Rodgers, 211 représentations données au Garrick Theatre de New York,
- 1925-1926 : Dearest Enemy,  musique de Richard Rodgers, 286 représentations données au Knickerbocker Theatre de Broadway,
- 1926 : The Girl Friend, musique de  Richard Rodgers, 301 représentations données au  Vanderbilt Theatre de Broadway,
- 1926-1927 : Peggy-Ann, musique de Richard Rodgers, 333 représentations données au Vanderbilt Theatre,
- 1926-1927 : Betsy, musique de Richard Rodgers, 39 représentations données au New Amsterdam Theatre de Broadway,
- 1927-1928 : A Connecticut Yankee, musique de Richard Rodgers, 421 représentations données au Vanderbilt Theatre,
- 1928 : She's My Baby, musique de Richard Rodgers, 71 représentations données au Globe Theatre de Broadway,
- 1928 : Present Arms, musique de Richard Rodgers, 155 représentations données au Lew Fields' Mansfield Theatre de Broadway,
- 1928 : Chee-Chee, musique de Richard Rodgers, 31 représentations données au Lew Fields' Mansfield Theatre de Broadway,
- 1929 : Lady Fingers, musique de Joseph Meyer, 132 représentations données au Vanderbilt Theatre,
- 1929 : Spring is Here, musique de Richard Rodgers, 104 représentations données à l'Alvin Theatre de Broadway,
- 1929-1930 : Heads Up, musique de Richard Rodgers, 144 représentations données à l'Alvin Theatre,
- 1930 : Simple Simon, musique de Richard Rodgers, 135 représentations données au Ziegfeld Theatre de Broadway,
- 1934 : Toujours vingt ans (Evergreen) de Victor Saville (film britannique),
- 1935-1936 : Jumbo, musique de Richard Rodgers, 233 représentations données  au New York Hippodrome de Broadway,
- 1936-1937 : On Your Toes, musique de Richard Rodgers, 315 représentations données à l'Imperial Theatre puis au Majestic Theatre de Broadway,
- 1937 : Babes in Arms, musique de Richard Rodgers, 289 représentations données au Shubert Theatre puis au Majestic Theatre,
- 1937-1938 : I'd Rather Be Right, musique de Richard Rodgers, 144 représentations données à l'Alvin Theatre puis au Music Box Theatre,
- 1938-1939 : The Boys from Syracuse, musique de Richard Rodgers, 235 représentations données à l'Alvin Theatre,
- 1939-1940 : Too Many Girls, musique de Richard Rodgers, 249 représentations données à l'Imperial Theatre puis au Broadway Theatre,
- 1940 : Higher and Higher, musique de Richard Rodgers, 84 représentations données au Shubert Theatre,
- 1940-1941 : Pal Joey, musique de Richard Rodgers, 374 représentations données à l'Ethel Barrymore Theatre puis au Shubert Theatre et enfin au St. James Theatre,
- 1942-1943 : By Jupiter, musique de Richard Rodgers, 427 représentations données au Shubert Theatre.

## Filmographie
(liste très partielle)
- Le Tourbillon de la danse (Dancing Lady) de Robert Z. Leonard - 1933
- La Peur du scandale (Fools for Scandal) de Mervyn LeRoy - 1937
- On Your Toes de Ray Enright - 1939
- Place au rythme (Babes in arms ) de Busby Berkeley - 1939
- Le Cabaret des étoiles (Stage Door Canteen) de Frank Borzage - 1943

## Chansons
- 1935 : Little girl blue

- 1937 : My funny Valentine